# Alphen aan den Rijn
Alphen aan den Rijn je nizozemské město ležící v provincii Jižní Holandsko. Žije zde přibližně 114 tisíc obyvatel.

## Poloha
Město je situováno na břehu řeky Starý Rýn mezi městy Leiden a Utrecht. Rozloha města je 57.68 km², z čehož 2.61 km² je pokryto vodou.
Magistrát v Alphenu spravuje ještě dvě okolní obce Aarlanderveen a Zwammerdam. Prostředí, kde se město nachází se říká Zelené srdce Randstadu.
Během posledních pěti let byla velká část města rekonstruována. Mnoho starších budov postavených v 50. letech a dříve bylo zbouráno a místo nich byly postaveny moderní architektonické budovy.
Plány do budoucna vzhledem k obnově města směřují hlavně k postavení nového náměstí, které by mělo být blízko řeky a výstavbě kulturní budovy.

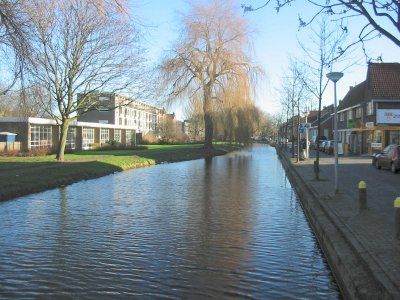
Alphen aan den Rijn

V roce 2006 skončila výstavba nových obchodů a nové pěší zóny, která nahradila starou nevyhovující.